# HD 83944
Ne doit pas être confondu avec M Carinae (HD 88981).
m Carinae
Désignations
m Carinae (en abrégé m Car) est une étoile de la constellation australe de la Carène. Elle porte également les désignation de HD 83944 ou HR 3856, m Carinae étant sa désignation de Bayer. Elle est visible à l'œil nu avec une magnitude apparente de 4,52.

## Environnement stellaire
m Carinae présente une parallaxe annuelle de 14,45 ± 0,15 mas telle que mesurée par le satellite Hipparcos, ce qui permet d'en déduire qu'elle est distante de 226 ± 2 a.l. (∼ 69,3 pc) de la Terre. Sa magnitude absolue est de 0,31. Elle s'éloigne du Système solaire à une vitesse radiale de +20 km/s environ.
L'étoile est membre du groupe mouvant de la Carène, qui est une association d'étoiles se déplaçant ensemble dans l'espace et partageant une origine commune.

## Propriétés
m Carinae a été généralement considérée comme une étoile solitaire, mais Chini et al. (2012) ont trouvé qu'il pourrait s'agir d'une binaire spectroscopique à raies doubles. Elle est classée comme une étoile bleu-blanc de type spectral B9IV/V, ce qui indiquerait qu'elle serait en train d'entrer dans sa phase de sous-géante, mais les modèles d'évolution stellaires suggèrent qu'elle est toujours sur la séquence principale.
m Carinae est une variable suspectée avec une magnitude dans la bande B qui a été observée varier avec une amplitude de 0,5.